# (85) Io
(85) Io ist ein Asteroid des mittleren Hauptgürtels, der am 19. September 1865 vom deutsch-US-amerikanischen Astronomen Christian Heinrich Friedrich Peters am Litchfield Observatory in New York entdeckt wurde.
Der Asteroid wurde benannt nach Io, der Tochter des Flussgottes Inachos, Sohn des Okeanos. Sie wurde von Zeus in eine junge Kuh verwandelt, als sich Hera näherte, die die Täuschung aber durchschaute und Io vom Riesen Argos bewachen ließ, der hundert Augen hatte und mit geschlossenen Augen schlief, wobei immer nur zwei gleichzeitig geschlossen waren. Letzterer wurde dann auf Zeus’ Befehl von Hermes getötet und Io floh durch das nach ihr benannte Ionische Meer nach Ägypten, wo sie, wie manche sagen, zu Isis wurde, der Frau des Osiris. Der Name Io wurde auch dem ersten Satelliten des Jupiter gegeben, der 1610 von Galileo Galilei entdeckt wurde.
Aufgrund ihrer Bahneigenschaften gilt (85) Io als eines der größeren Mitglieder der Eunomia-Familie. Aufgrund spektraler Unterschiede kann sie aber nicht aus einer Kollision desselben Ursprungskörpers stammen und ist daher möglicherweise nur zufällig als Eindringling (Interloper) innerhalb dieser Familie angesiedelt.

## Wissenschaftliche Auswertung
Mit Daten radiometrischer Beobachtungen im Infraroten am Kitt-Peak-Nationalobservatorium in Arizona im März 1975 wurden für (85) Io erstmals Werte für den Durchmesser und die Albedo von 147 km und 0,04 bestimmt. Aus Ergebnissen der IRAS Minor Planet Survey (IMPS) wurden 1992 Angaben zu Durchmesser und Albedo für zahlreiche Asteroiden abgeleitet, darunter auch (85) Io, für die damals Werte von 154,8 km bzw. 0,07 erhalten wurden. Radarastronomische Untersuchungen am Arecibo-Observatorium vom 20. September 1999 bei 2,38 GHz ergaben einen effektiven Durchmesser von 163 ± 19 km. Mit einer hochaufgelösten Aufnahme mit dem Adaptive Optics (AO)-System am Teleskop II des Keck-Observatoriums auf Hawaiʻi im Infraroten vom 2. August 2007 konnte ein äquivalenter Durchmesser von 152 ± 15 km abgeleitet werden. Eine Auswertung von Beobachtungen durch das Projekt NEOWISE im nahen Infrarot führte 2011 zu vorläufigen Werten für den Durchmesser und die Albedo im sichtbaren Bereich von 163,0 km bzw. 0,06. Nach neuen Messungen mit NEOWISE wurden die Werte 2014 auf 169,5 km bzw. 0,06 geändert. Nach der Reaktivierung von NEOWISE im Jahr 2013 und Registrierung neuer Daten wurden die Werte 2016 mit 116,5 oder 128,2 km bzw. 0,08 oder 0,09 angegeben, diese Angaben beinhalten aber hohe Unsicherheiten. Mit einer Auswertung von 10 Sternbedeckungen durch den Asteroiden konnte in einer Untersuchung von 2020 ein mittlerer Durchmesser von 165,2 ± 4,8 km bestimmt werden.
Eine spektroskopische Untersuchung von 820 Asteroiden zwischen November 1996 und September 2001 am La-Silla-Observatorium in Chile ergab für (85) Io eine taxonomische Klassifizierung als C- bzw. Cb-Typ.

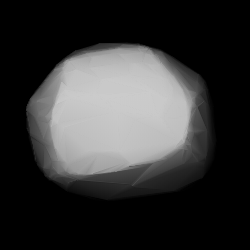
Berechnetes 3D-Modell von (85) Io

Nach ersten photometrischen Beobachtungen von (85) Io im Jahr 1965 in China, bei denen aus der Lichtkurve einer einzelnen Nacht nur ein grober Wert für die Rotationsperiode von etwa 7 h abgeschätzt werden konnte, erfolgten weitere Messungen vom 10. Februar bis 17. März 1980 am La-Silla-Observatorium in Chile. Hier wurde ein genauerer Wert für die Rotationsperiode von 6,875 h bestimmt.
Auf Grundlage der archivierten Lichtkurven von 1965 und 1980 in Verbindung mit einer neuen Messung vom 3. Oktober 1986 am Osservatorio Astronomico di Collurania-Teramo in Italien wurden zwei alternative Positionen für die Rotationsachse sowie die Achsenverhältnisse eines dreiachsig-ellipsoidischen Gestaltmodells des Asteroiden abgeleitet. Die Rotationsachse stand dabei nahezu senkrecht zur Ebene der Ekliptik, daher konnte keine Aussage zur Rotationsrichtung getroffen werden und auch für die Rotationsperiode wurde kein neuer Wert bestimmt. Bei Beobachtungen von September 1995 bis März 1997 an verschiedenen Observatorien in Chile, Frankreich, Tschechien, Ukraine und Bulgarien konnte eine Vielzahl an Lichtkurven registriert werden, aus denen eine Rotationsperiode von 6,8747 h abgeleitet wurde. Außerdem wurden für zwei Modelle drei Lösungen für die Lage der Rotationsachse mit retrograder Rotation angegeben, die jedoch alle sehr stark von der zuvor berechneten Rotationsachse abwichen.
Mit den von 1964 bis 1997 archivierten Daten aus dem Uppsala Asteroid Photometric Catalogue (UAPC) sowie neuen Beobachtungen vom 4. und 5. März 1997 am Observatorium Borówiec in Polen konnte in einer Untersuchung von 2003 ein dreidimensionales Gestaltmodell des Asteroiden sowie zwei alternative Lösungen für die Position für die Rotationsachse mit retrograder Rotation und einer Periode von 6,87511 h bestimmt werden. Die Gestalt erwies sich als nahezu sphärisch und glatt ohne Schwankungen in der Albedo. Durch die Auswertung von Beobachtungen mehrerer Sternbedeckungen durch den Asteroiden in den Jahren 1995, 2004 und 2005 konnte dann in einer Untersuchung von 2011 noch ein geringfügig verbessertes Gestaltmodell entworfen werden, das sehr gut mit den Beobachtungsdaten in Übereinstimmung zu bringen war. Für die Rotationsachse konnte nun eine eindeutige Lösung ausgewählt werden, während die Größe und die Rotationsperiode des Asteroiden mit 163 ± 15 km und 6,87478 h angegeben wurden. Neue photometrische Beobachtungen von (85) Io vom 12. Oktober bis 16. November 2012 am Osservatorio Astronomico della Regione Autonoma Valle d’Aosta (OAVdA) in Italien führten zur Bestimmung einer Rotationsperiode von 8,8750 h.
Abschätzungen von Masse und Dichte für (85) Io aufgrund von gravitativen Beeinflussungen auf Testkörper ergaben in einer Untersuchung von 2012 eine Masse von etwa 2,57·1018 kg, was mit einem angenommenen Durchmesser von etwa 155 km zu einer Dichte von 1,31 g/cm³ führte bei einer Porosität von 41 %. Diese Werte besitzen allerdings eine hohe Unsicherheit im Bereich von ±58 %. Mit dem neuen Algorithmus All-Data Asteroid Modeling (ADAM) wurde dann 2017 ein Gestaltmodell erstellt, das alle verfügbaren photometrischen, photographischen und sternbedeckungsbasierten Daten in Verbindung mit hochaufgelösten Infrarot-Aufnahmen des Keck-II-Teleskops auf Hawaiʻi vom Juni 2003 und August 2007 (siehe oben) gut reproduziert. Für die Rotationsachse wurde eine verbesserte Position bestimmt und die Rotationsperiode zu 6,87478 h berechnet. Für die Größe gab es eine verlässliche Bestimmung zu einem volumenäquivalenten Durchmesser von 165 ± 3 km. Die aus der zuvor bestimmten Masse berechnete Schüttdichte von 1,1 g/cm³ stimmt mit der anderer primitiver Asteroiden des B-Typs mit ähnlicher Größe überein.
Mit dem Weltraumteleskop Transiting Exoplanet Survey Satellite (TESS) konnten während dessen Durchmusterung des Südhimmels 2018 bis 2019 auch Objekte des Sonnensystems beobachtet werden. Dabei wurden auch die Lichtkurven von fast 10.000 Asteroiden aufgezeichnet. Für (85) Io wurde aus Messungen etwa vom 1. bis 26. März 2019 eine Rotationsperiode von 6,87563 h abgeleitet. Im Jahr 2021 wurde aus archivierten Daten und photometrischen Messungen von Gaia DR2 erneut eine Rotationsachse mit retrograder Rotation berechnet. Die Rotationsperiode wurde dabei zu 6,87478 h bestimmt.
Zwischen 2012 und 2018 wurden mit der All-Sky Automated Survey for Supernovae (ASAS-SN) auch photometrische Daten von 20.000 Asteroiden aufgezeichnet. Auf mehr als 5000 davon konnte erfolgreich die Methode der konvexen Inversion angewendet werden, darunter auch (85) Io, für die in einer Untersuchung von 2021 ein verbessertes dreidimensionales Gestaltmodell für zwei alternative Rotationsachsen mit retrograder Rotation und einer Periode von 6,87485 h berechnet wurde. Aus archivierten Daten des Asteroid Terrestrial-impact Last Alert System (ATLAS) aus dem Zeitraum 2015 bis 2018 konnte in einer Untersuchung von 2022 mit der Methode der konvexen Inversion eine Rotationsperiode von 6,8747 h berechnet werden.